# Kevin Vermeulen
Kevin Vermeulen (Zwijndrecht, 20 novembre 1990) è un calciatore olandese, centrocampista dell'Achilles Veen.

## Carriera
Nella stagione 2013-2014 ottiene con l'Excelsior la promozione in Eredivisie, debuttando in massima serie nella stagione successiva.